# Brennpunktstrahl

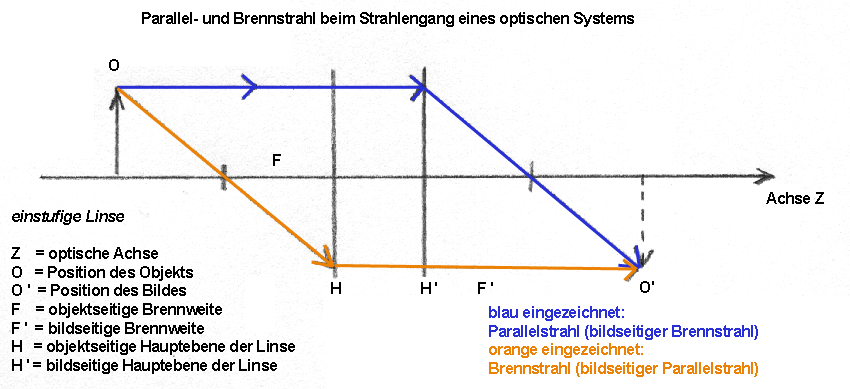
Verlauf von Brennpunktstrahl und Parallelstrahl in einer Linse

In der geometrischen Optik ist der Brennpunktstrahl ein Lichtstrahl, der durch einen Brennpunkt einer Linse geht. Brennpunktstrahlen werden immer so gebrochen, dass sie die Linse parallel zur optischen Achse verlassen - bzw. umgekehrt: Strahlen, die parallel zur opt. Achse auf die Linse auftreffen verlassen sie dann als Brennpunktstrahl.
Andererseits ist der Brennpunktstrahl ein graphisches Hilfsmittel, um den Strahlengang eines optischen Systems zu bestimmen. Der Brennpunktstrahl wird dabei vom Gegenstand weg durch den Brennpunkt bis zur zugehörigen Hauptebene gezeichnet. Vom Schnittpunkt mit der Brennebene aus wird der Strahl parallel zur optischen Achse weitergeführt. Aus dem Schnittpunkt des Brennstrahls mit dem Parallelstrahl und dem Mittelpunktsstrahl lässt sich so sehr einfach die Position des Bildes bestimmen.